# E-meter

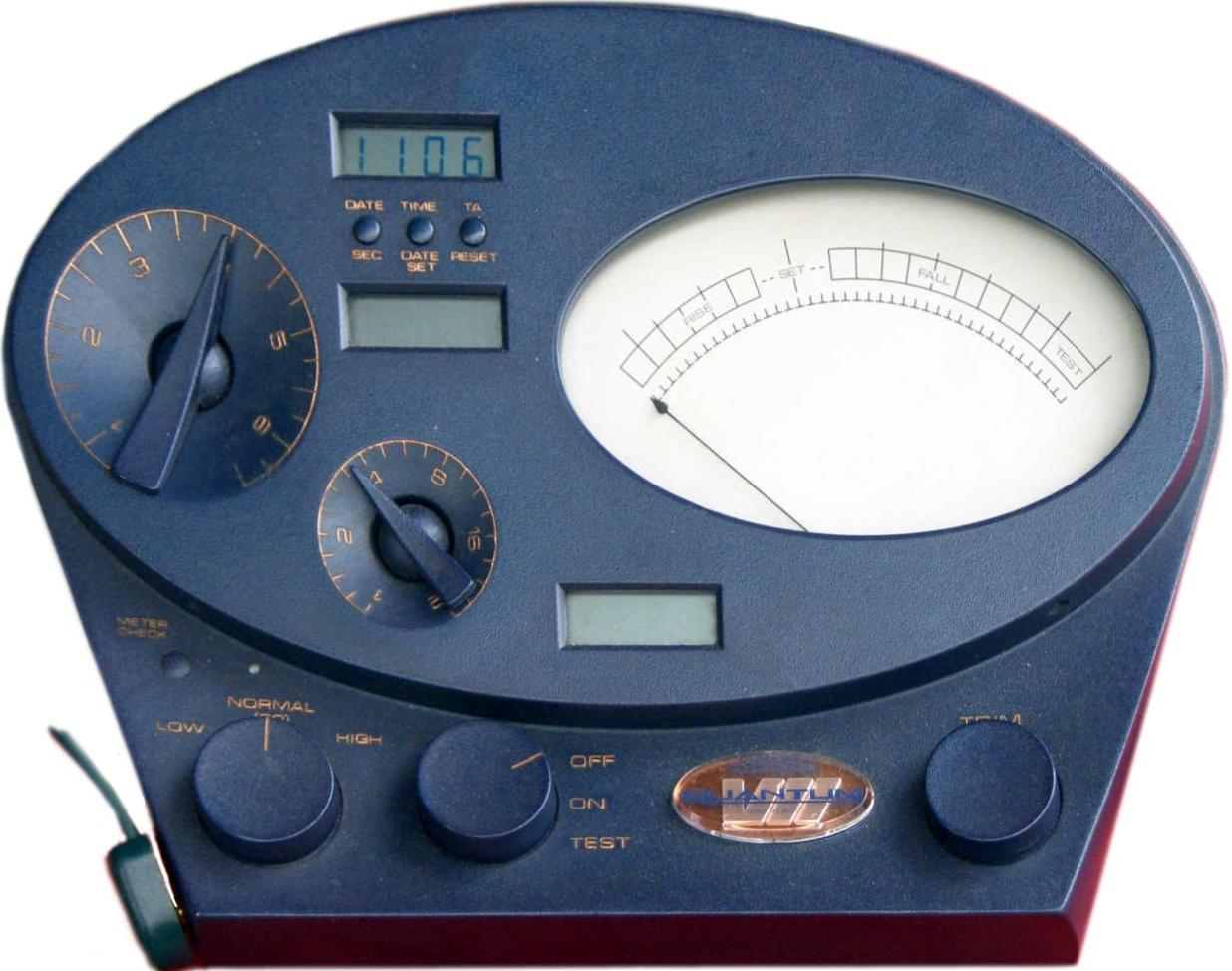
L'électromètre scientologue

L’E-meter, ou électropsychomètre ou encore électromètre (distinct de l'appareil de mesure physique du même nom), est un instrument de mesure électrique utilisé par l'Église de scientologie destiné à l'« audition » de ses adeptes. Son usage est fondé sur la croyance qu'un état mental peut être caractérisé par la résistance électrique du sujet.
Techniquement, il s'agit simplement d'un ohmmètre. Par ailleurs, son efficacité n’a jamais été prouvée et il est décrit comme « un leurre destiné à donner un aspect scientifique ».

## Descriptif
L'appareil est inventé au cours des années 1940 par Volney Mathison et L. Ron Hubbard se l'est approprié. Ce dispositif est une sorte de galvanomètre ou d’ohmmètre similaire aux détecteurs de mensonges primitifs. Le sujet tient dans chaque main une poignée métallique : son corps forme un circuit électrique avec le galvanomètre, à une très basse tension d'environ 1,5 V. Les émotions du sujet « audité » pourraient perturber sensiblement la circulation du courant électrique, ce que l'« auditeur » vérifie après avoir posé des questions intimes au sujet. Le but serait de localiser les zones de détresse et de souffrance spirituelle (appelés engrammes dans le jargon scientologue) du sujet puis de supprimer chez lui toute réaction émotionnelle en lui posant inlassablement les mêmes questions - ce qui dans la terminologie scientologue s'appelle l'état « clair ». L'audition des scientologues est souvent décrite comme une psychanalyse ou une confession catholique, mais avec un détecteur de mensonges.[réf. nécessaire]
L'expertise judiciaire de François Kirchner nommé le 4 février 1994 par Georges Fenech, juge d'Instruction à l'époque, indique en conclusion que « l'appareil n'est rien d'autre qu'un leurre destiné à donner un aspect scientifique à une opération qui n'a rien de tel. »
Sans discuter des qualités d'usage et de précision de cet appareil, les scientologues expliquent que l’Église de Scientologie a « sélectionné un système de donations fixes » en rapport à l’audition et l’entraînement et que c’est un système que l'église considère comme l’un des plus équitables.